# ディノ・クレセンティーニ
ディノ・クレセンティーニ（Dino Crescentini、1947年9月22日-2008年6月24日）はサンマリノの男子ボブスレー選手、レーシングドライバー。
1994年に行われたリレハンメルオリンピックのボブスレー男子二人乗りにミケ・クロセンツィとともに出場し41位となった。開会式では選手団の旗手を務めている。その後アメリカへと渡り、レーシングドライバーとしての活動を始めたが、2008年にカナダのオンタリオ州にあるモスポート・インターナショナル・レースウェイでの事故で亡くなっている。